# Philodicus walkeri
Philodicus walkeri är en tvåvingeart som beskrevs av Ricardo 1921. Philodicus walkeri ingår i släktet Philodicus och familjen rovflugor.
Artens utbredningsområde är Sierra Leone. Inga underarter finns listade i Catalogue of Life.